# Марія Луїза Бурбон-Пармська
Марія Луїза Бурбон-Пармська (італ. Maria Luisa di Borbone-Parma), повне ім'я Марія Луїза Піа Тереза Анна Фердинанда Франческа Антонієтта Маргеріта Джузеппіна Кароліна Бьянка Лючія Аполлонія Бурбон-Пармська (італ. Maria Luisa Pia Teresa Anna Ferdinanda Francesca Antonietta Margherita Giuseppina Carolina Bianca Lucia Apollonia di Borbone-Parma; 17 січня 1870 — 31 січня 1899) —  принцеса з династії Пармських Бурбонів, донька колишнього герцога Пармського Роберта I та сицилійської принцеси Марії Пії, дружина князя Болгарії Фердинанда I, матір царя Болгарії Бориса III.

## Біографія

### Ранні роки
Марія Луїза з'явилась на світ 17 січня 1870 року у Римі. Вона стала первістком у родині колишнього герцога Парми Роберта I та його першої дружини Марії Пії Бурбон-Сицилійської, народившись за дев'ять місяців після їхнього весілля. Хрещеним батьком новонародженої став Папа Римський Пій IX.
Її батько в дитячому віці успадкував Пармське герцогство, де за нього правили регенти. Ще до його повноліття в країні спалахнуло повстання, і землі були захоплені сусідніми країнами. У 1861 році вони, в свою чергу, увійшли до складу об'єднаного Італійського королівства. Роберт, тим не менш, продовжував користуватися титулом.
Герцогська родина залишалась заможною та володіла нерухомістю як в Італії, так і за кордоном. Їй належала вілла Піаноре на півночі Італії. У 1883 році Роберт Пармський успадкував замок Шамбор від свого дядька, а у 1889 році — придбав замок Шварцау-ам-Штайнфельде поблизу Відня в Австрії.
Виховувалася Марія Луїза у Швейцарії та Біарриці під наглядом англійських гувернанток. Вона вільно володіла п'ятьма мовами, полюбляла малювати та була музично обдарованою. Її талант у грі на фортепіано та гітарі оцінювався набагато вище середнього. Багато часу принцеса присвячувала читанню, була знайома з творами Данте Аліг'єрі та Джакомо Леопарді.
У родині, окрім Марії Луїзи, народилося ще одинадцятеро дітей, з яких восьмеро досягли дорослого віку, але душевно здоровими були лише сестра Беатріса та брат Еліас. У 1882 році матір померла, і за два роки батько оженився вдруге із Марією Антонією Португальською, донькою короля-вигнанця Мігеля I. До одруження та від'їзду Марії Луїзи у них народилося п'ятеро спільних дітей, наймолодшою з яких була принцеса Зіта.
На початку 1890-х років батько провів перемовини із матір'ю князя Болгарії Фердинанда I Клементиною Орлеанською щодо їхнього шлюбу із Марією Луїзою. Про заручини молодої пари було оголошено у австрійській резиденції Пармських Бурбонів — замку Шварцау у серпні 1892 року. До того дня наречені ніколи не бачили одне одного. Матір нареченого у листі до королеви Вікторії так описувала майбутню невістку: «На жаль, вона не дуже красива, однак, це її єдиний недолік, оскільки вона приваблива, добра, дуже дотепна, розумна та приємна дівчина». 
Шлюб князя мав стати першим у Болгарії після звільнення з-під влади Османської імперії та здобуття країною незалежності. Народ з радістю зустрів новину. З нагоди цього весілля дружина прем'єр-міністра почала активну діяльність зі збору коштів на подарунок майбутній княгині — тіару. Коштів було зібрано достатньо, й австрійським придворним ювеліром Кохертом була виготовлена чудова тіара з рубінами, діамантами і смарагдами, яка також могла бути розібрана на окремі браслети, брошки та кольє. Прикраса стала презентом від болгарських Національних зборів.

### Княгиня Болгарії
Весілля 23-річної Марії Луїзи та 32-річного князя Фердинанда відбулося об 11-й годині ранку 20 квітня 1893 року на віллі Піаноре в Камайоре. Вінчання пройшло у місцевій капличці, до якої спеціально з цієї нагоди збудували дерев'яний фасад. Церемонію провів архієпископ Лукки. 

На честь цієї події була випущена пам'ятна медаль, яку вручали на весіллі гостям з боку князя Фердинанда. Святкування відвідали члени Орлеанського дому, династії Кобургів, дон Карлос, який залишив свято відразу після церемонії, та болгарські міністри. Як весільний подарунок Фердинанд підніс дружині корону з діамантами. Чимало прикрас також подарували молодій княгині родичі.

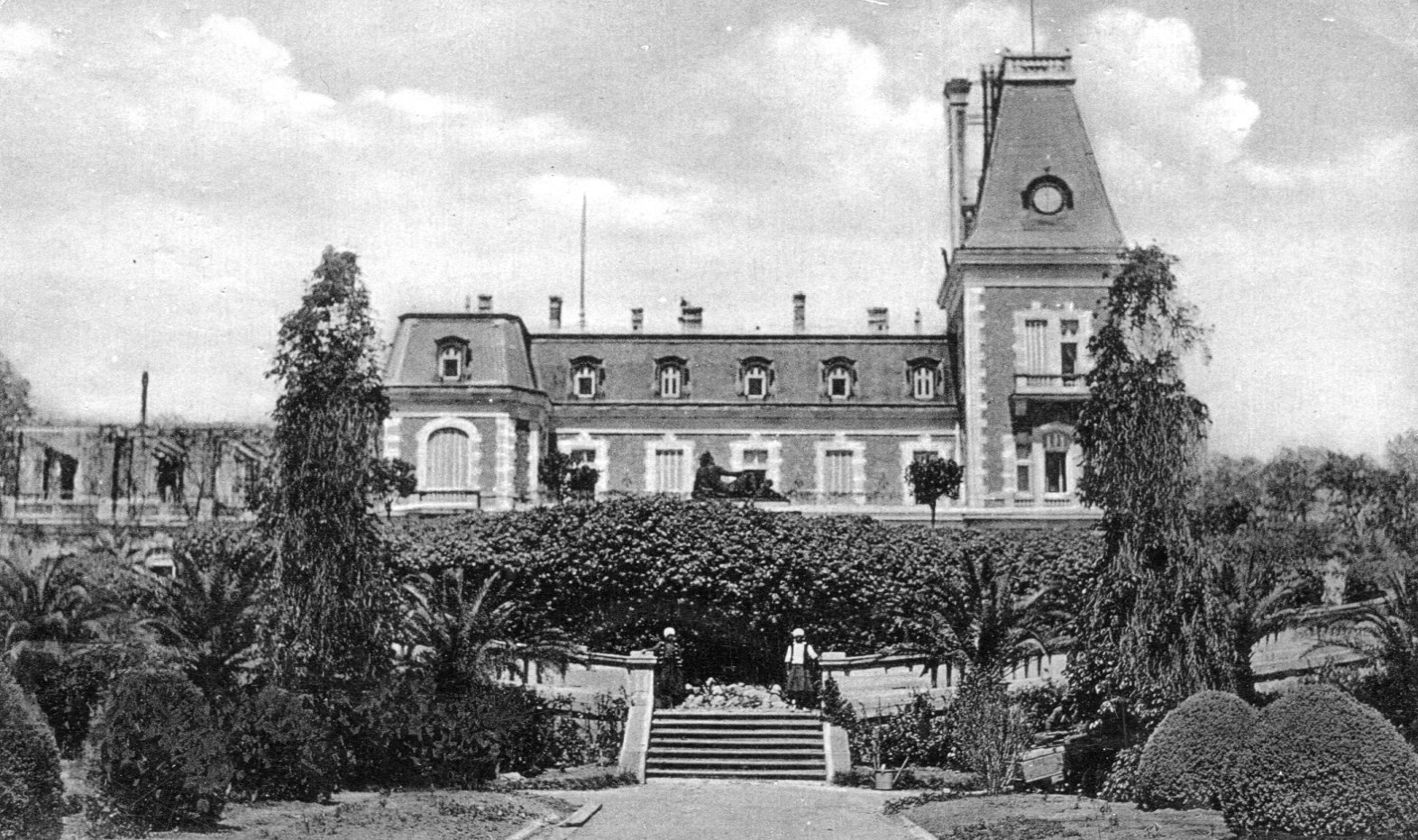
Евксиноград

Подружжя оселилося в князівському палаці в Софії. Літньою резиденцією став Евксиноград на північ від Варни на березі Чорного моря. У 1898 році для герцогської родини почав зводитися мисливський будинок Царська Бистриця поблизу Боровця.
До свити княгині входили: обер-гофмейстеріна Ана Александрова де Сен-Крістоф, придворні дами Марія Петрова-Чомакова та Роза Пападопова, баронеса Пауліна Боксберг та секретар граф де Кела. Болгарської мови її навчав Добрі Ганчев.
Чоловік не знаходив Марію Луїзу привабливою, але прагнув продовжити династію. Відомо, що Фердинанд був бісексуальним, однак сучасники стверджували, що ближче до середини життя він більшу увагу приділяв жіночій статі. За шість років у подружжя народилося четверо дітей. 
За наполяганням своїх підданих та з метою домогтися свого визнання як болгарського правителя від російського імператора, влітку 1895 Фердинанд вирішив охрестити старшого сина у православній вірі. Марія Луїза, яка була ревною католичкою, марно протестувала проти цього рішення. Після перехрещення первістка у православ'я у лютому 1896, залишила Болгарію на три місяці, переїхавши до Больє-сюр-Мер на Лазурному березі у Франції.
Влітку 1897 року князівська пара здійснила подорож до Лондона, де була присутньою на Діамантовому ювілеї королеви Вікторії. Наступного року вони із старшим сином відвідала Росію, де у Санкт-Петербурзі зустрілися із царем Миколою II. Марія Луїза мала великий успіх під час цього візиту.
Політичною діяльністю княгиня не займалася. Була почесним шефом 8-го приморського піхотного полку, 2-го кінного полку та 5-го Дунайського піхотного полку Його Величності герцога Пармського.
Розчарування в особистому житті та часті пологи послабили здоров'я княгині. Страждаючи від пневмонії, Марія Луїза померла за двадцять чотири години після народження молодшої дитини 31 січня 1899 року. Її поховали у крипті собору Святого Людовіка в Пловдиві.

## Родина

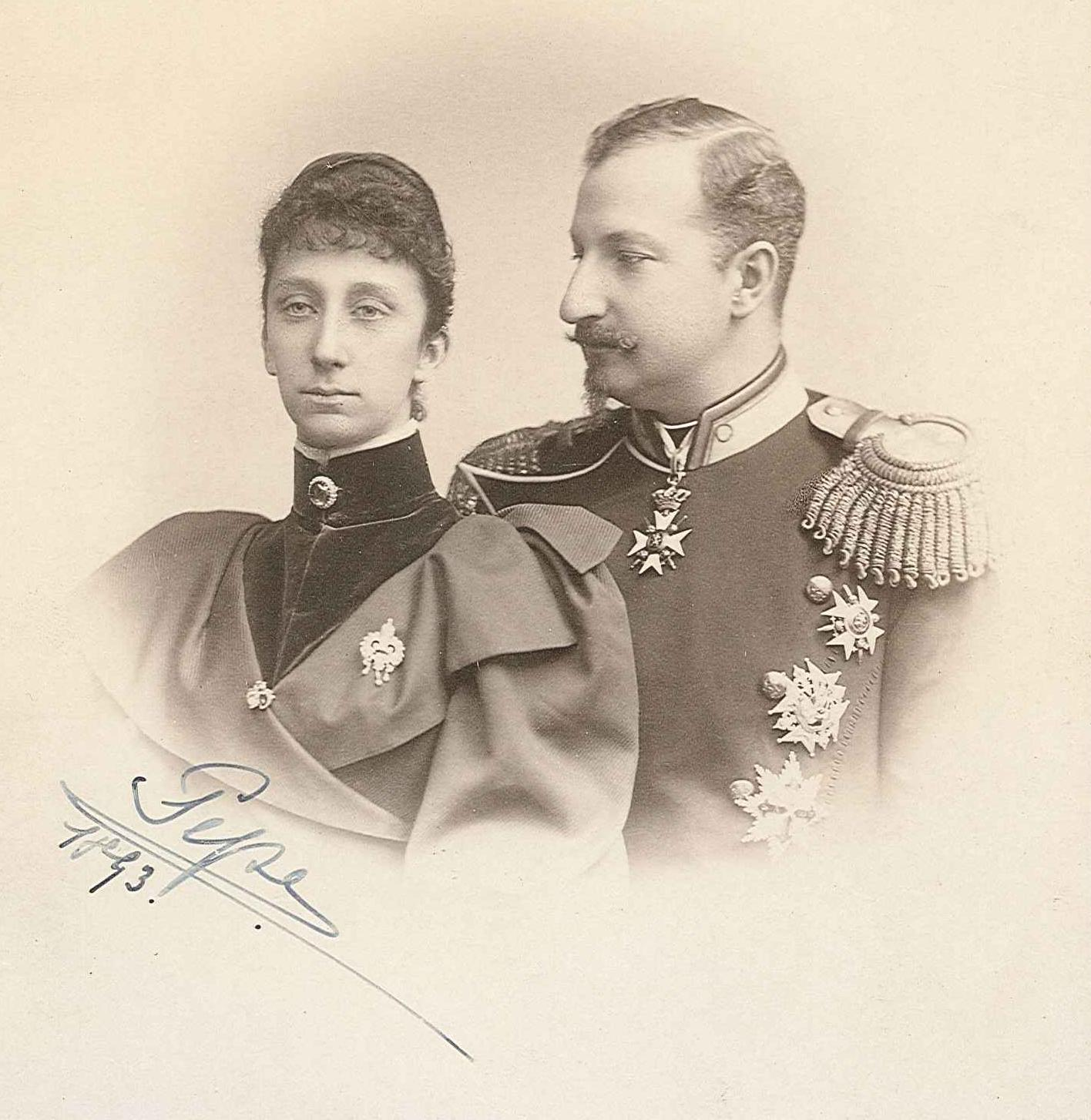
Марія Луїза із чоловіком, 1893

Чоловік — Фердинанд I Кобург, князь Болгарії
Діти:
- Борис (1894—1943) — наступний цар Болгарії у 1918—1943 роках, був одруженим із Джованною Савойською, мав сина та доньку;
- Кирило (1895—1945) — князь Преславський, одружений не був, дітей не мав;
- Євдокія (1898—1985) — принцеса Болгарії, одружена не була, дітей не мала;
- Надія (1899—1958) — принцеса Болгарії, дружина герцога Вюртемберзького Альбрехта Ойгена, мала п'ятеро дітей.

## Вшанування пам'яті
- На честь Марії Луїзи названо одну з центральних вулиць Софії — бульвар Княгиня Марія Луїза.